# Elena Ivanovna Andrejanova
Elena Ivanovna Andrejanova (in russo Елена Ивановна Андреянова?; San Pietroburgo, 1º luglio 1819 – Parigi, 14 ottobre 1857) è stata una ballerina russa.

## Biografia
Studiò alla Scuola del Teatro imperiale di San Pietroburgo, dove ebbe tra i suoi docenti Avdot'ja Il'inična Istomina e Antoine Titus. Debuttò con la compagnia del medesimo teatro nel ruolo dell'amica di Zoloë nella versione rivisitata di Le Dieu et la Bayadère di Filippo Taglioni. La figlia di quest'ultimo, Maria, avendo notato il talento di Andrejanova, la aiutò a crescere professionalmente e danzò con lei in diverse produzioni teatrali.
Andrejanova era una ballerina dallo stile romantico che apparve nelle prime di molte opere di Taglioni, tra le quali si citano La gitana (1838), La révolte au sérail (1840), L'ecumeur des mers e Le Lac des Fées (entrambi del 1841). Prima ballerina russa a interpretare il ruolo di protagonista in Giselle, è ricordata per aver ballato in altri ruoli chiave come ne La Péri coreografato da Jean Coralli, nonché in Paquita e Satanilla, ou L'amour et l'enfer al fianco di Jean-Antoine Petipa. Nel 1850 creò i ruoli della Fata Nera ne La Filleule des Fées e della contessa Berta ne Le Diable à quatre, entrambi coreografati appositamente per lei da Jules Perrot.
Andrejanova fu una delle esponenti del cosiddetto ballet d'action introdotto in Russia a inizi Ottocento da Charles Didelot. La critica ne apprezzava il virtuosismo e la perfezione impiegati in ruoli vigorosi che richiedevano forza, sfarzo e improvvisazione. Restano emblematiche le sue interpretazioni di Hélène in Roberto il diavolo di Taglioni e Fenella ne La muta di Portici di Jean Aumer, nelle quali traspare una grande espressività che ricorda le gestualità di un mimo.
Assieme a Fanny Elssler promosse diverse danze popolari, come la mazurka, la cachucha, il bolero e il saltarello. Si esibì anche in ruoli operistici, come la lezghinkaka in Ruslan e Ljudmila di Michail Ivanovič Glinka e la ballerina slava ne La tomba di Askold di Aleksej Nikolaevič Verstovskij. In qualità di coreografa fu autrice del balletto La fontana di Bachčisaraj. Si ritirò dalle scene nel 1855.